# Hoa Trì
Hoa Trì (chữ Hán phồn thể: 華池縣, chữ Hán giản thể: 华池县, bính âm: Huán Xiàn, âm Hán Việt: Hoa Trì huyện) là một huyện thuộc địa cấp thị Khánh Dương, tỉnh Cam Túc, Cộng hòa Nhân dân Trung Hoa. Huyện Hoa Trì có diện tích 3776 ki-lô-mét vuông, dân số năm 2004 là 130.000 người. Mã số bưu chính của huyện này là 745600. Chính quyền huyện đóng ở trấn Nhu Viễn. Huyện này được chia ra trấn và 17 hương.
- Trấn: Duyệt Nhạc, Nhu Viễn.
- Hương: Ôn Hợp, Thành Hào, Định Hán, Ngũ Giao, Lý Lương Tử, Thượng Lý 塬, Vương Trớ Tử, Nguyên Thành, Bạch Mã, Hoài An, Kiều Xuyên, Kiều Hà, Miếu Hạng, Sơn Trang, Nam Lương, Lâm Trấn và Tử Phường Bạn.